# Vaux-sur-Poligny
Vaux-sur-Poligny là một xã trong vùng hành chính Franche-Comté, thuộc tỉnh Jura, quận Lons-le-Saunier, tổng Poligny. Tọa độ địa lý của xã là 46° 49' vĩ độ bắc, 05° 43' kinh độ đông. Vaux-sur-Poligny nằm trên độ cao trung bình là 400 mét trên mực nước biển, có điểm thấp nhất là 377 mét và điểm cao nhất là 577 mét. Xã có diện tích 1.26 km², dân số vào thời điểm 1999 là 112 người; mật độ dân số là 89 người/km².

## Thông tin nhân khẩu
| 1962 | 1968 | 1975 | 1982 | 1990 | 1999 |
| ---- | ---- | ---- | ---- | ---- | ---- |
| 112  | 118  | 108  | 112  | 82   | 112  |

## Địa điểm tham quan
Nhà thờ được xây trong thế kỉ thứ 13.